# Obusier (contre-torpilleur)
Pour les articles homonymes, voir Obusier.
L'Obusier est l’un des treize contre-torpilleurs de classe Claymore construits pour la marine française dans la première décennie du XXe siècle.

## Carrière
L'Obusier a été commandé le 5 août 1903 et a été mis en chantier le 10 mai 1904 à l’arsenal de Rochefort. Le navire a été lancé le 9 mars 1906 et a été affecté à l’escadre du Nord après son achèvement en octobre 1907. Il est transféré à la Défense mobile de Rochefort en janvier 1910 et entame immédiatement un long carénage qui dure jusqu’en août 1912, date à laquelle il est réaffecté à la Défense mobile de Brest. Il resta avec cette unité jusqu’en novembre, date à laquelle il fut transféré à la 3e Escadre, car l’escadre du Nord avait été rebaptisée pendant qu’il était en réparation. L'Obusier est affecté à la 1ère escadrille de torpilleurs de la 2e escadre légère en août 1913 et il est réaménagé de décembre 1913 à juin 1914 à Rochefort. Le navire est transféré en octobre 1915 à la Flottille de la mer du Nord, basée à Dunkerque. Sa poupe a été détruite par une mine marine le 24 mai 1916. L'Obusier est placé en réserve en mai 1919, rayé du registre naval le 27 mai 1921 et vendu à la ferraille le 6 mars 1922.